# Екзистенціалізм
Екзистенціалі́зм або філософія існування (фр. existentialisme від лат. exsistentia — існування) — напрям у філософії XX століття, що позиціонує і досліджує людину як унікальну духовну істоту, що здатна до вибору власної долі. Основним проявом екзистенції є свобода, яка визначається як відповідальність за результат свого вибору.
Течія в філософії, що сформувалася в Європі у XIX — XX ст. Першими до екзистенціалізму у своїх працях звернулись данський філософ Серен К'єркегор та німецький філософ Фрідріх Ніцше. У XX ст. екзистенціалізм розвивався в працях німецьких (Мартін Гайдеґґер, Карл Ясперс) та французьких (Габріель-Оноре Марсель, Альбер Камю, Жан-Поль Сартр) філософів та письменників.
Основним положенням екзистенціалізму є постулат: екзистенція (існування) передує есенції (сутності). У художніх творах екзистенціалісти прагнуть збагнути справжні причини трагічної невлаштованості людського життя.

## Характерні риси екзистенціалізму
Визначальні риси екзистенціалізму:
- на перше місце висуваються категорії абсурдності буття, страху, відчаю, самотності, страждання, смерті;
- особистість має протидіяти суспільству, державі, середовищу, ворожому «іншому», адже всі вони нав'язують їй свою волю, мораль, свої інтереси й ідеали;
- поняття відчуженості й абсурдності є взаємопов'язаними та взаємозумовленими в літературних творах екзистенціалістів;
- вищу життєву цінність екзистенціалісти вбачають у свободі особистості;
- існування людини тлумачиться як драма свободи;
- найчастіше в художніх творах застосовується прийом розповіді від першої особи.

Екзистенціалізм підкреслює, що людина відповідає за свої дії лише тоді, коли діє вільно, має свободу волі, вибору і засобів їхньої реалізації. Формами прояву людської свободи є творчість, ризик, пошук сенсу життя, гра та ін.
Екзистенціалізм також розглядають і в ширшому значенні: як умонастрій з притаманними йому спільними світоглядними мотивами. Ним переймається значна частина філософів та письменників XX ст., зокрема, французи Андре Жід, Альбер Камю, Андре Мальро, Жан Ануй, Жан-Поль Сартр, Борис Віан, англійці Вільям Ґолдінґ, Айріс Мердок, Джон Фаулз, німці Г. Е. Носсак, Альфред Деблін, американці Норман Мейлер, Дж. Болдуїн, іспанець Мігель де Унамуно, італієць Діно Буццаті, японець Кобо Абе. Характерні для екзистенціалізму умонастрої та мотиви спостерігаються також у творчості Федора Достоєвського, Франца Кафки, Райнера Марії Рільке, Томаса Стернза Еліота, Роберта Музіля та інших.

## Екзистенціалізм в Україні
В українській літературі екзистенціалізм проявився у творчості Валер'яна Підмогильного (повість «Остап Шаптала», збірка новел «Проблема хліба», роман «Місто»), Степана Процюка (роман «Інфекція»), Віктора Домонтовича, Івана Багряного, Тодося Осьмачки, Василя Барки, Михайла Осадчого, Валерія Шевчука, у поезії представників «нью-йоркської групи», в ліриці Василя Стуса. Нерідко межі екзистенціалізму як світоглядної структури є досить примарними, а зарахування до нього окремих митців — дискусійним.